# Finnischer Fußballpokal 1983
Der Finnische Fußballpokal 1983 (finnisch Suomen Cup 1983) war die 29. Austragung des finnischen Pokalwettbewerbs. Er wurde vom finnischen Fußballverband ausgetragen. Das Finale fand am 15. Oktober 1983 im Olympiastadion Helsinki statt.
Pokalsieger wurde Kuusysi Lahti. Das Team setzte sich im Finale gegen Titelverteidiger Haka Valkeakoski mit 2:0 durch und qualifizierte sich damit für den Europapokal der Pokalsieger.
Alle Begegnungen wurden in einem Spiel ausgetragen. Bei unentschiedenem Ausgang wurde das Spiel um zweimal 15 Minuten verlängert. Stand danach kein Sieger fest, folgte ein Elfmeterschießen.

## Teilnehmende Teams
Die Teilnahme war freiwillig. Insgesamt 264 Mannschaften hatten für den Pokalwettbewerb gemeldet. In der zweigeteilten 1. Runde nahmen einerseits 216 Teams der unteren Ligen sowie separat 24 Vereine der ersten und zweiten Liga teil. Deren Sieger stiegen erst wieder in der 7. Runde ein. In einer Zusatzrunde stiegen 4 Vereine zu, die gegen 4 Sieger der 1. Runde spielen mussten. In der zweiten Runde kamen noch weitere 20 Mannschaften ab der vierten Liga abwärts dazu.

## 1. Runde
|                                 | Ergebnis              |                                 |
| ------------------------------- | --------------------- | ------------------------------- |
| Mestaruussarja und I divisioona |                       |                                 |
| Helsingin Palloseura            | 2:1 n. V.             | Turku PS                        |
| Grankulla IFK                   | 0:3                   | Kuusysi Lahti                   |
| Ilves Tampere                   | 3:0                   | FC Honka Espoo                  |
| Kokkolan Palloveikot            | 2:3 n. V.             | FF Jaro                         |
| Kotkan Työväen Palloilijat      | 3:1                   | FinnPa Helsinki                 |
| Kuopion Elo                     | 1:0                   | Kuopion PS                      |
| Mikkelin Palloilijat            | 1:0                   | Koparit Kuopio                  |
| Oulun Työväen Palloilijat       | 0:0 n. V. (5:4 i. E.) | Oulun Palloseura                |
| Porin Pallo-Toverit             | 0:1                   | Haka Valkeakoski                |
| Lahden Reipas                   | 0:2                   | HJK Helsinki                    |
| Rovaniemi PS                    | 2:0                   | Kemin Palloseura                |
| Sepsi-78 Seinäjoki              | 2:1                   | Äänekosken Huima                |
| Andere Clubs                    |                       |                                 |
| AC Kerubit Turenki              | 3:8                   | Tervakosken Pato                |
| Alavuden Peli-Veikot            | 2:3                   | Seinäjoen Sisu                  |
| Hyvinkään Apollo                | 1:0 n. V.             | Järvenpään PS                   |
| Blue Eyes Jyväskylä             | 0:2                   | Jyväskylän Palloilijat-77       |
| Drumsö IK Dicken                | 0:2                   | IF Gnistan                      |
| Esbo BK                         | 2:1 n. V.             | Karakallion Pallo               |
| Epilän Esa Tampere              | 2:0                   | Toivalan Urheilijat             |
| Eurajoen Pallo                  | 7:5                   | Nakkilan Nasta                  |
| FC Käpylä                       | 2:3                   | Maunulan Pallo                  |
| FC Norssi Helsinki              | 2:3 n. V.             | Trikiinit Helsinki              |
| Vaasan Sport                    | 1:0                   | Vaasan Pallo-Veikot             |
| FriTo Vantaa                    | 01:15                 | Peipparit Espoo                 |
| Gamlakarleby BK                 | 6:0                   | Jaakon Pallon                   |
| Haminan Pallo-Kissat            | 2:3                   | Kotkan Kiri                     |
| Hangö AIK                       | 3:0                   | BK-46 Karis                     |
| Heinolan Palloilijat-47         | 1:2 n. V.             | Palloseiskat Kartano            |
| HH-78 Kuusankoski               | 0:6                   | Kumu-Peikot Kuusankoski         |
| Hirsilän Pyrkiä                 | 2:6                   | Ylöjärven Ryhti                 |
| Haukilahden Pallo               | 0:4                   | Kontulan Urheilijat             |
| IF Hoppet 46                    | 0:5                   | Vasa IFK                        |
| ÅIFK Turku                      | 2:1                   | Yritys Turku                    |
| Helsingfors IFK                 | 0:1                   | Katajanokan Urheilijat          |
| IF Närpes Kraft                 | 4:1                   | Perälän Nuorisoseura            |
| IF Pedersöre Pojkarna           | 2:1                   | Oravais IF                      |
| IF Standard                     | 1:4                   | Esse IK                         |
| Iittalan Pallo                  | 1:2                   | Hämeenlinnan Pallokerho         |
| IK Myran Nedervetil             | 2:4 n. V.             | Jakobstads BK                   |
| Jämsän Pallo                    | 8:0                   | Oriveden Tuisku                 |
| Kotkan Jäntevä                  | 1:2                   | FC Kotka                        |
| JoJo Joutseno                   | 0:5                   | Lauritsalan Työväen Palloilijat |
| Jomala IK                       | 5:3                   | Fram Saltvik                    |
| Kajaanin Jormuan Tarmo          | 0:2                   | Kajaanin Haka                   |
| Jurva-70 Jalkapallo             | 4:1                   | Teuvan Pallo                    |
| Kaarinan Reipas                 | 3:2                   | Piikkiön Palloseura             |
| Valkealan Kajo                  | 1:8                   | Porin Palloilijat               |
| Karhu Kauhajoki                 | 1:5                   | Lappfjärds BK                   |
| Käpylan Pallo                   | 2:1                   | Kiffen Ungdom Helsinki          |
| Karelian Pallo                  | 2:1                   | Juuan Pallo-Pojat               |
| Karkkilan Urheilijat            | 7:1                   | Someron Voima                   |
| Kellokosken Alku                | 1:4                   | Keravan Pallo-75                |
| Keminmaan Pallo                 | 1:3                   | Kannuksen Ura                   |
| Keuruun Pallo                   | 2:3                   | Jämsänkosken Ilves              |
| Killinkosken Myrsky             | 1 3:0 1               | Haapamäen Pallo-Pojat           |
| Valkeakosken Koskenpojat        | 1:0                   | PS-44 Valkeakoski               |
| Kotkan PS                       | 1:2                   | Karhulan Peli-Karhut            |
| FC Kiffen 08 Helsinki           | 5:0                   | Pellon Toverit                  |
| Helsingin Kullervo              | 1:1 n. V. (5:4 i. E.) | Käpylän Urheilu-Veikot          |
| Lappeenrannan Pallo             | 4:3 n. V.             | Voikkaan Pallo-Peikot           |
| Larsmo BK                       | 1:0                   | Team Jaro                       |
| Lohjan Pallo                    | 2:0                   | Kyrkslätt IF                    |
| Loimaan Palloseura              | 1:5                   | Urjalan Palloseura              |
| Oulun Luistinseura              | 1:0 n. V.             | Pateniemen Vesa                 |
| Mäntsälän Urheilijat            | 2:4                   | Orimattilan Pedot               |
| Messukylän Toverit              | 1:9                   | PP-70 Tampere                   |
| Musan Salama                    | 1:5                   | Ruosniemen Visa                 |
| Nagu IF                         | 4:0                   | Pargas IF                       |
| NoStars Kokkola                 | 0:4                   | Kokkolan PS                     |
| Nummelan Palloseura             | 0:6                   | Ekenäs IF                       |
| Paimion Haka                    | 1:1 n. V. (6:5 i. E.) | Taalintehtaan Jäntevä           |
| Pallokerho Unitas BK            | 0:1                   | IK Kamp Närpiö                  |
| Helsingin Pallo-Pojat           | 4:1                   | Helsingin Tarmo                 |
| Paltsarit Tampere               | 3:1 n. V.             | Epilän Esa Tampere              |
| Pelimiehet Oulu                 | 6:2                   | Pudasjärven Urheilijat          |
| Petalax IK                      | 3:2                   | BK-48 Vaasa                     |
| PK-35 Helsinki                  | 3:2                   | Herttoniemen Toverit            |
| Pallo-Kerho 37                  | 3:0                   | Iisalmen Pallo-Veikot           |
| Pohjois-Haagan Urheilijat       | 0:3                   | Malmin Palloseura               |
| Helsingin Ponnistus             | 2:1                   | FC Viikingit                    |
| Porvoon Weikot                  | 1:2                   | Porvoon Akilles                 |
| Puotinkylän Valtti              | 4:0                   | Suurmetsän Urheilijat           |
| Puuhapussi Helsinki             | 0:5                   | Arsenal Helsinki                |
| Porrassalmen Urheilijat -62     | 1:0                   | Mikkelin Pallo-Kissat           |
| Pyhäjärven Pohti                | 0:1                   | Forsby BK                       |
| Raision Palloseura              | 2:1                   | Turun Toverit                   |
| Rauman Pallo                    | 0:7                   | Pallo-Iirot Rauma               |
| Rautsun Reipas                  | 6:1                   | Manse PP Tampere                |
| Riihimäen Palloseura            | 0:1                   | Hyvinkään Palloseura            |
| Riistaveden Urheilijat          | 1:0                   | Nilsiän Pallo-Haukat            |
| Rovaniemen Reipas               | 0:1                   | Rovaniemen Pallo                |
| Rovaniemen Työväen Palloilijat  | 0:3                   | Rovaniemen Lappi                |
| Ruotsinpyhtään Hokki            | 2:5                   | Loviisan Tor                    |
| Sääksjärven Loiske              | 1:4                   | Tampereen Kisa-Toverit          |
| Salon Vilpas                    | 0:2                   | Salon Palloilijat               |
| Simpeleen Urheilijat            | 0:5                   | Imatran Pallo-Salamat           |
| Sinkki Sepot                    | 2:3 n. V.             | Pyhännän Palloseura             |
| Sudet Kouvola                   | 1:2                   | Myllykosken Pallo -47           |
| Sunds IF                        | 3:0                   | IF Finströms Kamraterna         |
| Suolahden Urho                  | 3:1                   | Viitasaaren JK                  |
| Suurmäen Pallo                  | 1:6                   | Nastolan Nopsa                  |
| Tampereen Peli-Toverit          | 0:4                   | Tampereen Pallo-Veikot          |
| Tornion Tarmo                   | 0:3                   | Veitsiluodon Vastus             |
| Team Grani Kauniainen           | 7:0                   | Espoon Palloseura               |
| Team-82 Parainen                | 0:2                   | Turun Weikot                    |
| Teljan Nousu                    | 4:0                   | Harjavallan Työväen Urheilijat  |
| Toijalan Pallo -49              | 1:2 n. V.             | Viialan Peli-Veikot             |
| TP-55 Seinäjoki                 | 2:1                   | Lapuan Virkiä                   |
| Turun Ponteva                   | 0:8                   | Turun Pallo                     |
| Turun Teräs                     | 2:4                   | Mynämäen Pallo -53              |
| Tuusulan Palloseura             | 3:1                   | Dickursby IK-35                 |
| Uudenkaupungin Roima            | 1:2                   | Lamex Pallo Laitila             |
| Vajaakosken Kuohu               | 4:0                   | Kangasniemen Palloilijat        |
| Vaajakosken Pallo               | 2:1                   | Säynätsalon Riento              |
| Vaasan PS                       | 10:00                 | FC Kiisto Vaasa                 |
| Vammalan Palloseura             | 1:0                   | Nokian Pyry JK                  |
| Vantaan Pallo-70                | 2:1 n. V.             | Tikkurilan PS                   |
| Veitsiluodon KV                 | 7:4 n. V.             | Tornion Wentit                  |
| Warkauden Pallo -35             | 0:2                   | Suonenjoen Pallo -52            |
| Ykspihlajan Reima               | 1:2                   | Kokkolan Jymy                   |

### Zusatzrunde
Blow-Up Helsinki, FC Grani Rowdies, I-HK Turnaus und Helmeilevat Espoo erreichten direkt diese Zusatzrunde.
|                   | Ergebnis |                     |
| ----------------- | -------- | ------------------- |
| Blow-Up Helsinki  | 0:1      | Maunulan Pallo      |
| FC Grani Rowdies  | 3:0      | Esbo BK             |
| Helmeilevat Espoo | 1:3      | Peipparit Espoo     |
| I-HK Turnaus      | 1:5      | Kontulan Urheilijat |

## 2. Runde
Zu den 108 Siegern der 1. Runde bzw. Zusatzrunde kamen stiegen in dieser Runde noch 20
Vereine ein.
|                           | Ergebnis              |                                 |
| ------------------------- | --------------------- | ------------------------------- |
| Aavasaksan Urheilijat     | 2:5                   | Tornion Palloveikot             |
| Porvoon Akilles           | 0:1                   | Loviisan Tor                    |
| Arsenal Helsinki          | 0:3                   | Puotinkylän Valtti              |
| Ekenäs IF                 | 4:1                   | Hangö AIK                       |
| Esse IK                   | 0:1                   | IF Pedersöre Pojkarna           |
| Etelä-Kuopion Ilves       | 1:4                   | Pallo-Kerho 37                  |
| FC Kotka                  | 1:2                   | Kotkan Peli-Karhut              |
| Forsby BK                 | 2:0                   | Kokkolan Jymy                   |
| IF Gnistan                | 0:5                   | Käpylän Pallo                   |
| Haapamäen Pallo-Pojat     | 2:2 n. V. (3:5 i. E.) | Suolahden Urho                  |
| Hämeenlinnan Pallokerho   | 4:2                   | Tervakosken Pato                |
| Hirvensalon Heitto        | 1 3:0 1               | Hammarlands IK                  |
| Hyvinkään Palloseura      | 0:1                   | Hyvinkään Apollo                |
| Vasa IFK                  | 2:3                   | Vaasan Sport                    |
| IK Kamp Närpiö            | 2 0:3 2               | IF Närpes Kraft                 |
| Isokylän Pallo-Pojat      | 1:2                   | Rovaniemen Lappi                |
| Jakobstads BK             | 1:2                   | Larsmo BK                       |
| Jämsän Pallo              | 0:1 n. V.             | Jämsänkosken Ilves              |
| Jomala IK                 | 5:4 n. V.             | Sunds IF                        |
| Jyväskylän Palloilijat-77 | 2:1                   | Vaajakosken Kuohu               |
| Kajaanin Palloilijat      | 0:1                   | Kajaanin Haka                   |
| Kannuksen Ura             | 2:0                   | Pyhännän Palloseura             |
| Karelian Pallo            | 3:1                   | Outokumpu Vesa                  |
| Karihaaran Tenho          | 0:2 n. V.             | Tornion Pallo -47               |
| Katajanokan Urheilijat    | 1:2                   | PK-35 Helsinki                  |
| Kevätniemen Kehä          | 0:4                   | Juuan Palloseura                |
| Kotkan Kiri               | 00:10                 | Myllykosken Pallo -47           |
| Kontulan Urheilijat       | 2:3                   | Team Grani Kauniainen           |
| Kokkolan PS               | 2:1                   | Gamlakarleby BK                 |
| FC Kiffen 08 Helsinki     | 6:0                   | Maunulan Pallo                  |
| Helsingin Kullervo        | 2:3                   | Helsingin Ponnistus             |
| Kumu-Peikot Kuusankoski   | 1:0                   | Lappeenrannan Pallo             |
| Lamex Pallo Laitila       | 1:2                   | Raision Palloseura              |
| Lappfjärds BK             | 5:3                   | Jurva-70 Jalkapallo             |
| Mynämäen Pallo -53        | 1:4                   | Turun Weikot                    |
| Nagu IF                   | 6:0                   | Kaarinan Reipas                 |
| Nastolan Nopsa            | 1:6                   | Palloseiskat Kartano            |
| Orimattilan Pedot         | 3:4 n. V.             | Keravan Pallo-75                |
| Pallo-Iirot Rauma         | 8:1                   | Eurajoen Pallo                  |
| Helsingin Pallo-Pojat     | 1:3                   | FC Grani Rowdies                |
| Imatran Pallo-Salamat     | 0:2                   | Lauritsalan Työväen Palloilijat |
| Turun Pallo               | 2:1                   | ÅIFK Turku                      |
| Paltamon Jyry             | 2:3                   | Suomussalmen PS                 |
| Pasmajärven Palloilijat   | 2:4                   | Kontio Kolari                   |
| Peipparit Espoo           | 3:2                   | Lohjan Pallo                    |
| Pelimiehet Oulu           | 0:1                   | Oulun Luistinseura              |
| Pellon Ponsi              | 2:1                   | Pellon Toverit                  |
| Petalax IK                | 0:2                   | Vaasan PS                       |
| Porin Palloilijat         | 2:3                   | Ruosniemen Visa                 |
| Rautsun Reipas            | 2:0                   | Paltsarit Tampere               |
| Riistaveden Urheilijat    | 3 0:3 3               | Suonenjoen Pallo -52            |
| Salon Palloilijat         | 2:0                   | Paimion Haka                    |
| Seinäjoen Sisu            | 1:0                   | TP-55 Seinäjoki                 |
| Sodankylän Pallo          | 4:7                   | Kittilän Palloseura             |
| Tampereen Kisa-Toverit    | 0:6                   | Tampereen Pallo-Veikot          |
| Teljan Nousu              | 3:2                   | Vammalan Palloseura             |
| Tervolan Palloseura       | 3:4                   | Rovaniemen Pallo                |
| Trikiinit Helsinki        | 0:9                   | Malmin Palloseura               |
| Urjalan Palloseura        | 3:1                   | Karkkilan Urheilijat            |
| Vaajakosken Pallo         | 0:2                   | Porrassalmen Urheilijat -62     |
| Vantaan Pallo-70          | 2:0                   | Tuusulan Palloseura             |
| Veitsiluodon Vastus       | 2:1                   | Veitsiluodon Kisaveikot         |
| Viialan Peli-Veikot       | 0:0 n. V. (4:3 i. E.) | Valkeakosken Koskenpojat        |
| Ylöjärven Ryhti           | 5:1                   | PP-70 Tampere                   |

## 3. Runde
|                                 | Ergebnis              |                           |
| ------------------------------- | --------------------- | ------------------------- |
| Hyvinkään Apollo                | 2:4                   | Ekenäs IF                 |
| Forsby BK                       | 3:1                   | Oulun Luistinseura        |
| FC Grani Rowdies                | 1:4                   | Team Grani Kauniainen     |
| IF Pedersöre Pojkarna           | 1:2                   | Larsmo BK                 |
| Jomala IK                       | 3:5                   | Nagu IF                   |
| Juuan Palloseura                | 2:3                   | Karelian Pallo            |
| Kannuksen Ura                   | 0:7                   | Kokkolan PS               |
| Keravan Pallo-75                | ?:?                   | Loviisan Tor              |
| Kontio Kolari                   | 0:3                   | Kittilän Palloseura       |
| Lappfjärds BK                   | 1:2                   | IF Närpes Kraft           |
| Lauritsalan Työväen Palloilijat | 3:1 n. V.             | Kumu-Peikot Kuusankoski   |
| Malmin Palloseura               | 4:2                   | FC Kiffen 08 Helsinki     |
| Palloseiskat Kartano            | 9:1                   | Hämeenlinnan Pallokerho   |
| Suonenjoen Pallo -52            | 1:1 n. V. (5:4 i. E.) | Pallo-Kerho 37            |
| Turun Pallo                     | 4:0                   | Hirvensalon Heitto        |
| Kotkan Peli-Karhut              | 0:3                   | Myllykosken Pallo -47     |
| Helsingin Ponnistus             | 2:1                   | PK-35 Helsinki            |
| Puotinkylän Valtti              | 1:3                   | Käpylän Pallo             |
| Porrassalmen Urheilijat -62     | 0:1                   | Jyväskylän Palloilijat-77 |
| Raision Palloseura              | 4:3 n. V.             | Pallo-Iirot Rauma         |
| Rovaniemen Lappi                | 2:1 n. V.             | Rovaniemen Pallo          |
| Ruosniemen Visa                 | ?:?                   | Teljan Nousu              |
| Suolahden Urho                  | 3:0                   | Seinäjoen Sisu            |
| Suomussalmen PS                 | 0:5                   | Kajaanin Haka             |
| Tampereen Pallo-Veikot          | 4:1                   | Jämsänkosken Ilves        |
| Tornion Palloveikot             | 1:2                   | Pellon Ponsi              |
| Turun Weikot                    | 2:0                   | Salon Palloilijat         |
| Vantaan Pallo-70                | 2:3                   | Peipparit Espoo           |
| Vaasan PS                       | 2:1                   | Vaasan Sport              |
| Veitsiluodon Vastus             | ?:?                   | Tornion Pallo -47         |
| Viialan Peli-Veikot             | 5:1                   | Urjalan Palloseura        |
| Ylöjärven Ryhti                 | 6:1                   | Rautsun Reipas            |

## 4. Runde
|                           | Ergebnis  |                                 |
| ------------------------- | --------- | ------------------------------- |
| IF Närpes Kraft           | 2:1       | Vaasan PS                       |
| Jyväskylän Palloilijat-77 | 2:0       | Suolahden Urho                  |
| Kajaanin Haka             | 1:2       | Kokkolan PS                     |
| Käpylän Pallo             | 3:2 n. V. | Team Grani Kauniainen           |
| Kittilän Palloseura       | 5:0       | Rovaniemen Lappi                |
| Larsmo BK                 | 1:0       | Forsby BK                       |
| Loviisan Tor              | 2:5       | Palloseiskat Kartano            |
| Malmin Palloseura         | 2:4 n. V. | Helsingin Ponnistus             |
| Myllykosken Pallo -47     | 0:1       | Lauritsalan Työväen Palloilijat |
| Nagu IF                   | 2:0       | Turun Weikot                    |
| Suonenjoen Pallo -52      | 1:0       | Karelian Pallo                  |
| Peipparit Espoo           | 0:1       | Ekenäs IF                       |
| Raision Palloseura        | 4:2       | Turun Pallo                     |
| Ruosniemen Visa           | 5:0       | Ylöjärven Ryhti                 |
| Tampereen Pallo-Veikot    | 3:1       | Viialan Peli-Veikot             |
| Tornion Pallo -47         | 2:0       | Pellon Ponsi                    |

## 5. Runde
|                           | Ergebnis  |                                 |
| ------------------------- | --------- | ------------------------------- |
| Ekenäs IF                 | 0:2       | Tampereen Pallo-Veikot          |
| IF Närpes Kraft           | 0:1 n. V. | Ruosniemen Visa                 |
| Jyväskylän Palloilijat-77 | 3:2       | Suonenjoen Pallo -52            |
| Kittilän Palloseura       | 2:1       | Tornion Pallo -47               |
| Kokkolan PS               | 5:0       | Larsmo BK                       |
| Nagu IF                   | 1:5       | Raision Palloseura              |
| Palloseiskat Kartano      | 6:1       | Lauritsalan Työväen Palloilijat |
| Helsingin Ponnistus       | 0:3       | Käpylän Pallo                   |

## 6. Runde
|                        | Ergebnis              |                           |
| ---------------------- | --------------------- | ------------------------- |
| Kittilän Palloseura    | 1:1 n. V. (5:6 i. E.) | Kokkolan PS               |
| Palloseiskat Kartano   | 1:1 n. V. (6:7 i. E.) | Jyväskylän Palloilijat-77 |
| Ruosniemen Visa        | 3:0                   | Käpylan Pallo             |
| Tampereen Pallo-Veikot | 2:1                   | Raision Palloseura        |

## 7. Runde
Die Sieger der 1. Runde zwischen den Teams der Mestaruussarja und I divisioona stiegen in dieser Runde wieder ein.
|                           | Ergebnis |                           |
| ------------------------- | -------- | ------------------------- |
| Haka Valkeakoski          | 2:0      | Kokkolan PS               |
| HJK Helsinki              | 0:1      | Oulun Työväen Palloilijat |
| Jyväskylän Palloilijat-77 | 7:2      | Helsingin Palloseura      |
| Kokkolan PS               | 1:2      | Rovaniemi PS              |
| Kuopion Elo               | 2:6      | Kuusysi Lahti             |
| Mikkelin Palloilijat      | 4:2      | Ilves Tampere             |
| Ruosniemen Visa           | 0:4      | FF Jaro                   |
| Tampereen Pallo-Veikot    | 4:0      | Sepsi-78 Seinäjoki        |

## Viertelfinale
|                        | Ergebnis |                           |
| ---------------------- | -------- | ------------------------- |
| Kuusysi Lahti          | 4:1      | Oulun Työväen Palloilijat |
| FF Jaro                | 3:1      | Mikkelin Palloilijat      |
| Rovaniemi PS           | 2:4      | Haka Valkeakoski          |
| Tampereen Pallo-Veikot | 2:1      | Jyväskylän Palloilijat-77 |

## Halbfinale
|                        | Ergebnis |                  |
| ---------------------- | -------- | ---------------- |
| Kuusysi Lahti          | 4:0      | FF Jaro          |
| Tampereen Pallo-Veikot | 1:3      | Haka Valkeakoski |

## Finale
| Paarung        | Kuusysi Lahti – Haka Valkeakoski |
| Ergebnis       | 2:0 (1:0) |
| Datum          | 15. Oktober 1983 um 14:00 Uhr (13:00 Uhr MEZ) |
| Stadion        | Olympiastadion, Helsinki |
| Zuschauer      | 5.008 |
| Schiedsrichter | Kaj Natri |
| Tore           | 1:0 Markus Törnvall (33.) 2:0 Markus Törnvall (54.) |
| Kuusysi Lahti  | Eingesetzte Spieler: Ismo Korhonen – Ilpo Talvio, Timo Kautonen, Esa Pekonen, Markus Törnvall, Jorma Kallio, Ilkka Remes, Juha Annunen, Raimo Kumpulainen, Jarmo Kaivonurmi, Keijo Kousa, Ilkka Mäkelä, Jari Rinne |